# Baron Sackville
Baron Sackville är en brittisk adelstitel, utdelad 1876.

## Innehavare av titeln
- Mortimer Sackville-West, 1:e baron Sackville (1820–1888)
- Lionel Sackville-West, 2:e baron Sackville (1827–1908)
- Lionel Sackville-West, 3:e baron Sackville (1867–1928)
- Charles Sackville-West, 4:e baron Sackville (1870–1962)
- Edward Sackville-West, 5:e baron Sackville (1901–1965)
- Lionel Sackville-West, 6;e baron Sackville (1913–2004)
- Robert Sackville-West, 7:e baron Sackville (född 1958)